# Рејвен Лејлани
Равен Лејлани Баптисте (енгл. Raven Leilani Baptiste, 26. август 1990) је америчка књижевница која објављује под именом Рејвен Лејлани. Њен дебитантски роман Luster (Сјај) објављен је 2020. године и добио је похвале критике.

## Рани живот и образовање
Лејлани је одрасла у породици уметника у Бронксу пре него што су се преселили у предграђе Олбани, Њујорк.  Одрасла је као адвентиста седмог дана, а касније је напустила цркву.  Пошто је похађала средњу уметничку школу, Лејлани је очекивала да постане визуелни уметник.   Дипломирала је Marist College у Poughkeepsie, NY 2012. године, где је студирала енглески језик и психологију. 
Њен први посао био је као специјалиста за снимање на Ancestry.com, пошто је претходно радила у архиви Marist College-а за додипломски рад. Касније је радила у научном часопису, за Министарство одбране САД, и као достављач за Postmates у Вашингтону,  Такође је радила као архивиста у Macmillan.Године 2017. почела је да похађа МФА на Универзитету у Њујорку, где је студирала код Зајди Смит и код писаца Кејтие Китамура и Jonathan Safran Foer. Тренутно живи у Бруклину.

## Каријера
Лејланијев дебитантски роман Luster (Сјај) добио је значајну пажњу приликом објављивања. Издавач књиге, Farrar, Straus and Giroux, назвали су књигу романом од августа 2020. у оквиру своје кампање „Усудите се да замислите“.  Такође је део књижарског клуба Мари Клер и хваљен је од стране медија укључујући Elle, HuffPost, BuzzFeed News, New York Times. Похвалиле су га Carmen Maria Machado, Brit Bennett, Angela Flournoy и Зајди Смит.Kirkus Reviews доделио је књизи Luster (Сјај) Киркусову награду за фикцију 2020. Luster (Сјај) је такође награђен наградом Центра за фикцију за први роман 2020, наградом John Leonard за 2020. на National Book Critics Circle Awards,  наградом Дилан Томас 2021,и VCU Cabell First Novelist 2021.
Лејланијево писање је под утицајем њеног искуства као визуелне уметнице, њеног животног искуства, поезије и љубави према стриповима и музици. Писала је за публикације укључујући Esquire,  The Cut,  и Vogue. 

### Новеле
- Luster (Сјај), (2020) ( 9780374194321)

### Кратке приче
- Hard Water (Тврда вода) (2016), Cosmonauts AvenueАвенија космонаута [16]
- Breathing Exercise (Вјежба дисања) (2019), Yale Review [17]
- Airplane Mode (Режим у авиону) (2019), SmokeLong Quarterly <ref>{{Cite web|url=https://www.smokelong.com/stories/airplane-mode/%7Ctitle=Airplane%5B%5D Mode|last=Leilani|first=Raven|date=January 28, 2019|website=SmokeLong Quarterly|url-status